# Stina Werenfels
Stina Werenfels, née à  Bâle (Suisse) en 1964, est une réalisatrice et scénariste suisse.

## Filmographie partielle

### Comme réalisatrice

#### Au cinéma
- 1994 : Fragments from the Lower East Side (court-métrage)
- 1998 : Pastry, Pain and Politics (court-métrage)
- 2000 : ID Swiss (segment Making of a Jew - film documentaire)
- 2006 : Nachbeben
- 2015 : Dora oder Die sexuellen Neurosen unserer Eltern

#### À la télévision
- 2003 : Meier Marilyn (téléfilm)

## Récompenses et distinctions
- Prix du Cinéma Suisse 2007, Prix Spécial du Jury pour Nachbeben